# 1205 en santé et médecine
| Années de la santé et de la médecine : 1202 - 1203 - 1204 - 1205 - 1206 - 1207 - 1208    |
| Décennies de la santé et de la médecine : 1170 - 1180 - 1190 - 1200 - 1210 - 1220 - 1230 |

Cet article présente les faits marquants de l'année 1205 en santé et médecine.

## Fondations

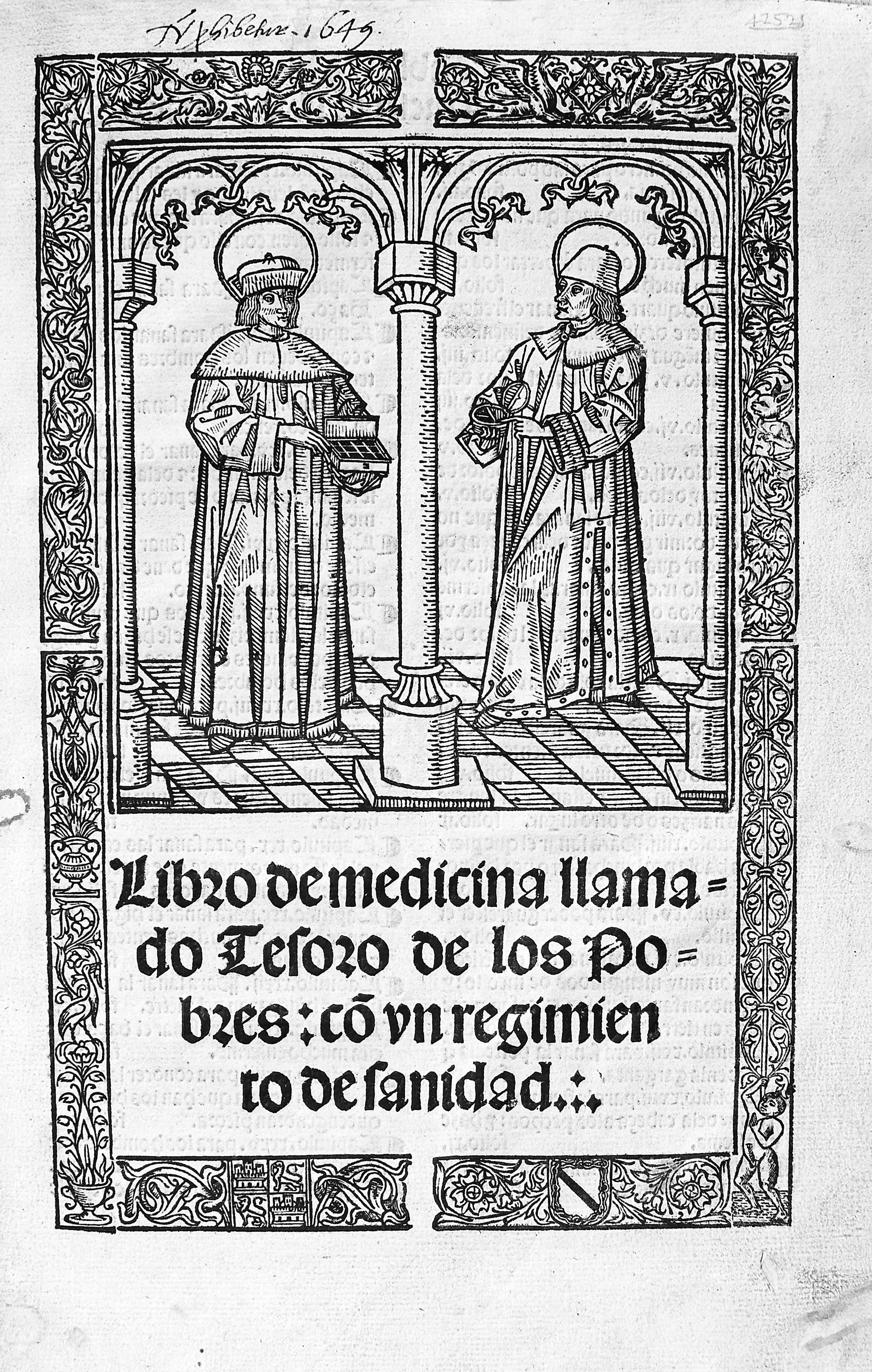
« Deux médecins »
Le Trésor des pauvres
(édition du XVIe siècle)

- Un hôtel-Dieu et une maladrerie sont fondés à Flixecourt, en Amiénois[1].
- Fondation à Nice, dans le quartier du Pré-aux-Oies, d'un hôpital Saint-Lazare, dit aussi des Lépreux, « qui ne laissera aucune trace dans le paysage urbain[2] ».
- Fondation d'un hôpital à Saint-Lô en Normandie par Hugues de Morville[3].
- Établi par un bourgeois de Vence à un gué du Var qui contrôle l'accès à Nice, et mentionné pour la première fois en 1162, un hospice tenu par les Templiers est consacré au saint éponyme de la ville de Saint-Laurent, dont il deviendra le berceau[4].
- 1200 ou 1205 : à Caudebec, en Normandie, fondation par Richard de Villequier d'un hospice placé sous le patronage de saint Julien[5],[6],[7].

## Divers
- Ayant doté la maladrerie de Millau de la ferme des Truels, de la maison de la Roquette, de terrains proches de l'hôpital et d'une rente de blé sur le moulin d'Ayrolle, Raimon del Puech s'y fait recevoir comme frère[8].
- À Montpellier, le guet du dimanche est assuré par la « communauté des barbiers et saigneurs » de la ville[9].

## Naissances
- Théodoric Borgognoni[10] ou  Thierry de Lucques (mort en 1298), chirurgien italien, auteur de la Cyrurgia seu Filia principis, fils d'Hugo Borgognoni (it)[11] († 1259).
- Vers 1205[12] ou entre 1210 et 1220 : Pierre d'Espagne le Médecin de Compostelle[13] (mort en 1277), auteur de divers traités médicaux, de commentaires sur Hippocrate et Galien et, peut-être, de l'important Trésor des pauvres (Thesaurus pauperum).